# Hyposoter noctuae
Hyposoter noctuae là một loài tò vò trong họ Ichneumonidae.